# Tetramorium hirsutum
Tetramorium hirsutum is een mierensoort uit de onderfamilie van de Myrmicinae. De wetenschappelijke naam van de soort is voor het eerst geldig gepubliceerd in 2005 door Collingwood & van Harten.